# Casper Højer Nielsen
Casper Højer Nielsen (født 20. november 1994) er en fodboldspiller, der spiller for den tyrkiske klub Çaykur Rizespor. Casper Højer Nielsen spiller venstre back og har tidligere spillet været på kontrakt i FC København, Lyngby Boldklub og AGF.
Casper Højer Nielsen er søn af den tidligere FCK-spiller Lars Højer Nielsen.

## Karriere
Casper Højer Nielsen kom til FC København i 2012. Han fik aldrig debut på førsteholdet.

### Udlån til Brønshøj Boldklub
I sommeren 2013 lejede Brønshøj Boldklub Casper Højer i FC København, og han endte med at blive der hele sæsonen.

### Lyngby Boldklub
Lyngby købte Casper Højer Nielsen den 24. juni 2014 fra FCK, og han fik 24 kampe i sin første sæson i klubben. Den følgende sæson fik han konkurrence på venstre back-pladsen af den erfarne Michael Lumb og fik knap så mange ligakampe, men han gjorde sig bemærket ved at score sejrsmålet på frispark mod Esbjerg fB i DBU Pokalen i efteråret 2015.

### AGF
Casper Højer Nielsen skulle skifte til AGF sommeren 2018, men grundet økonomiske problemer i Lyngby BK skiftede han allerede til AGF 7. februar 2018.

### Sparta
I sommeren 2021 flyttede han til AC Sparta Prag.